# Anja Scherzer
Anja Scherzer (* 31. Jänner 1996 in Waidhofen an der Thaya) ist eine österreichische Politikerin der Freiheitlichen Partei Österreichs (FPÖ). Seit dem 23. März 2023 ist sie Abgeordnete zum Landtag von Niederösterreich.

## Leben

### Ausbildung und Beruf
Anja Scherzer besuchte nach der Volksschule Amaliendorf-Aalfang und der Unterstufe des Bundesgymnasiums Gmünd die Höhere Lehranstalt für wirtschaftliche Berufe in Krems, wo sie 2015 maturierte. Anschließend studierte sie Wirtschaftspädagogik an der Universität Linz, das Studium schloss sie 2020 als Magistra mit einer Diplomarbeit zum Thema Status von Open Data in Österreichs Gemeinden ab.
Seit 2020 ist sie als Einkäuferin bei der PRO PET AUSTRIA Heimtiernahrung GmbH tätig. 2021 begann sie ein Bachelor-Studium im Bereich Verpackungstechnologie an der FH Campus Wien. Ab 2009 spielte sie beim ASV Schrems Fußball.

### Politik
Scherzer war von 2015 bis 2020 geschäftsführende Gemeinderätin in Amaliendorf-Aalfang, wo sie von 2020 bis 2025 Gemeinderätin war und seit der Gemeinderatswahl 2025 Vizebürgermeisterin ist. Von 2017 bis 2020 fungierte sie im Ring Freiheitlicher Studenten (RFS) Oberösterreich als Schriftführerin. 2020 wurde sie FPÖ-Bezirksparteiobfrau im Bezirk Gmünd.
Bei der Landtagswahl 2023 kandidierte sie als FPÖ-Spitzenkandidaten im Bezirk Gmünd und auf Platz 19 der FPÖ-Landesliste. Am 23. März 2023 wurde sie in der konstituierenden Sitzung der XX. Gesetzgebungsperiode als Abgeordnete zum  niederösterreichischen Landtag angelobt. Sie rückte für ein FPÖ-Regierungsmitglied der Landesregierung Mikl-Leitner III nach.
Im Juni 2024 löste sie Gottfried Waldhäusl als Landespartei-Obmannstellvertreterin für das Waldviertel ab. Im FPÖ-Landtagsklub wurde sie Sprecherin für Wissenschaft, Forschung und Kultur, 2025 erhielt sie den Bereich Tierschutz dazu.